# Eusandalum compressiscapus
Eusandalum compressiscapus is een vliesvleugelig insect uit de familie Eupelmidae. De wetenschappelijke naam is voor het eerst geldig gepubliceerd in 1915 door Girault. De eerste naam was Meseusandalum compressiscapus, wat werd gewijzigd in Exosandalum compressiscapus, wat weer werd gewijzigd naar de huidige naam. 